# キーヴランの戦い (1792年)
キーヴランの戦い（キーヴランのたたかい、フランス語: combat de Quiévrain）は、第一次対仏大同盟戦争中の1792年4月29日から4月30日にかけて行われた、フランス立憲王国とオーストリアの間の戦闘。

## 経過
アルマン・ルイ・ド・ゴントー・ド・ビロン将軍はヴァランシエンヌからモンスへ出撃しようとした。彼は1792年4月28日にキーヴランでジャン＝ピエール・ド・ボーリュー率いるオーストリア軍に遭遇した。翌日、ビロンは3個縦隊で戦闘を開始、左翼と中央部はオーストリア軍の攻撃を撃退したが、右翼は数的に優勢なオーストリア軍に敗退した。ビロンは自軍の布陣を正しく行うことができず、オーストリア軍の哨戒部隊に妨害された。29日から30日にかけての夜、銃撃の応酬が突如はじまったことで第5竜騎兵連隊と第6竜騎兵連隊が敗走してしまい、ビロンもそれにつられて敗走してしまった。フランス軍は翌朝には再集結し、ビロンは再び攻撃を仕掛けようとしたがテオバルド・ディヨンがマルカンの戦いで敗れてトゥルネーから敗走した報せが届き、さらにボーリューが左翼を攻撃してきたことで撤退を決断した。ビロンはヴァランシエンヌまで撤退して篭城を決め込んだ。